# Myrrhodes elegans
Myrrhodes elegans är en flockblommig växtart som beskrevs av Carl Ernst Otto Kuntze. Myrrhodes elegans ingår i släktet Myrrhodes och familjen flockblommiga växter. Inga underarter finns listade i Catalogue of Life.